# 21cm Mrs 16
21 cm Mrs 16（21 cm Mörser 16）は、ドイツ帝国が1916年に制式採用し第一次世界大戦で使用した重臼砲である。
一般的に榴弾砲に分類されることが多いが、ドイツ語の名称が示すとおりドイツ軍ではMörser（臼砲）に分類されていた。

## 概要

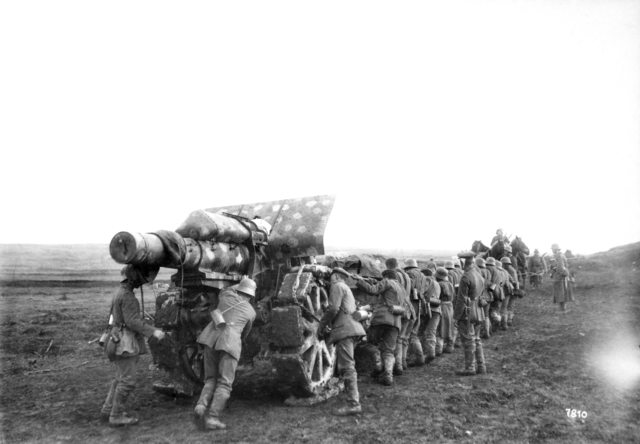
フランスのアムで撮影された移動中の21 cm Mrs 16
1918年3月撮影

Mrs 16は、21cm Mrs 10をベースに砲身延長と射程の延伸が行われている。また、自動車牽引を考慮して鋼鉄製の車輪がゴムで覆われている。
砲弾は二種類あり、重量113kgの榴弾と、TNT11.61kgが詰まった121.4kgの鋼鉄のシェルを持つベトン弾を使用した。
1940年に21cm Mrs 18と交代するまでドイツ軍の第一線で使用されており、二線に退いた後も訓練などで使用されていた。スウェーデンではドイツから1918年に12門を購入して1950年まで運用していた。このうち4門はフィンランドに売却されている。